# Raddea kuangi
Raddea kuangi är en fjärilsart som beskrevs av Chen 1993. Raddea kuangi ingår i släktet Raddea och familjen nattflyn. Inga underarter finns listade.